# معدن نقره تاریخی در تارنووسکیه گوره
معدن نقره تاریخی در تارنووسکیه گوره (لهستانی: Zabytkowa Kopalnia Srebra) یک میراث جهانی یونسکو در تارنووسکیه گوره، سیلزی در لهستان است. این مکان بازمانده یک معدن صنعتی نقره است.